# Charles d'Artois
Pour les articles homonymes, voir Artois (homonymie).
Charles d'Artois, né vers 1394, mort le 25 juillet 1472 à Blangy-sur-Bresle, comte d'Eu, est le fils de Philippe d'Artois, comte d'Eu, et de Marie de Berry.

## Biographie
Charles d'Artois participe à la bataille d'Azincourt en 1415 et y est capturé, comme bon nombre de nobles français. Il ne retrouve la liberté qu'en 1438 à l'âge de 44 ans.
Il est investi de la confiance successive des Rois Charles VII et Louis XI qui lui confient différentes missions de confiance ou de représentation.
Il est nommé lieutenant général pour l'Île-de-France, la Brie, le bailliage de Senlis et le duché de Normandie, ainsi que gouverneur de Paris.
En 1465, pendant la ligue du Bien Public, il est chargé de la défense de Paris.

## Mariages et succession
Charles d'Artois épouse en premières noces, à Amiens en 1448 Jeanne de Saveuse († 1449), fille unique de Philippe, seigneur de Saveuse, et de Marie d'Ailly ; puis en secondes noces à Antoing en 1454, Hélène de Melun († 1473), fille de Jean IV de Melun, vicomte de Gand, conseiller et chambellan du duc de Bourgogne Philippe le Bon, connétable de Flandres, gouverneur de Douai.
Sans enfant, il a pour successeur dans ses seigneuries, son neveu Jean de Bourgogne, comte de Nevers.
Son gisant et celui de chacune de ses épouses successives, dont celui de Jeanne de Saveuse, avec à ses pieds des lévriers, symboles de fidélité, se trouvent aujourd'hui dans la crypte de la Collégiale Notre-Dame-et-Saint-Laurent d'Eu,.
D'après Chaix d'Est-Ange, il aurait eu un fils naturel avec Louise de Hénin-Liétard, prénommé Charles, bâtard d'Artois, né vers 1470 et marié à Agnès de Namur. On trouve à la 7e génération François-Alexandre-Jean-Baptiste d'Artois, chevalier (1715-1785) admis en 1753 comme membre du corps de la noblesse des états d'Artois. Cette famille s'éteignit avec les mâles en 1885. Avec son arrière-petit-fils Hubert-Marie-Charles-Edmond d'Artois (1809-1885), père d'une fille, Victorine-Anne-Marie dont il adopta le mari Edmond-Georges-Clément Casamajor, marquis de Coëtlogon, en 1882. Cette ascendance a été contestée par Borel d'Hauterive.

## Pour approfondir

### Pages connexes
- Comté d'Eu
- Liste des comtes d'Eu
- Maison capétienne d'Artois
- Collégiale Notre Dame et Saint Laurent d'Eu